# Советско-Хакасский сельсовет
Советско-Хакасский сельсовет — сельское поселение в Боградском районе Хакасии.
Административный центр — село Советская Хакасия.

## История
Статус и границы сельского поселения установлены Законом Республики Хакасия от 7 октября 2004 года № 68 «Об утверждении границ муниципальных образований Боградского района и наделении их соответственно статусом муниципального района, сельского поселения»

## Население
| 2002 | 2010  | 2012  | 2013  | 2014 | 2015 | 2016 |
| ---- | ----- | ----- | ----- | ---- | ---- | ---- |
| 1015 | →1015 | ↗1016 | ↘1000 | ↘989 | ↘964 | ↗976 |
| 2017 | 2018  | 2019  | 2020  | 2021 |      |      |
| ↘975 | ↘959  | ↗985  | ↘945  | ↘710 |      |      |

## Состав сельского поселения
В состав сельского поселения входят 2 населённых пункта:
| № | Населённый пункт  | Тип населённого пункта       | Население |
| - | ----------------- | ---------------------------- | --------- |
| 1 | Красный Камень    | деревня                      | ↗198      |
| 2 | Советская Хакасия | село, административный центр | ↘817      |

## Местное самоуправление
Администрация
с. Советская Хакасия, Школьная,  5
Глава администрации
- Ковалёв Николай Александрович